# Aeròdrom de Santpedor
L' aeròdrom de Santpedor va consistir en una adequació del terreny agrícola del poble del mateix nom. Els veïns van aplanar part dels camps per tal d'habilitar les maniobres d'avions de combat de les FARE (Forces Aèries de la República Espanyola). Per tant, seria un aeròdrom de campanya i la seva vida útil aproximada aniria del 1937 al 1939, dins del context de la guerra Civil espanyola.
Les seves coordenades són: 41º46’30.6”N; 1º50’32.2”E. Actualment és un terreny privat.

## Història
La primera referència documental, en què s'esmenta l'avenç favorable dels treballs, es troba a les actes municipals de l'Ajuntament, amb data de Juliol de 1938.
«La presidència manifesta que trobant-se bastant adelantades les obres de construcció del Camp d'Aviació en aquest terme Municipal creu hauria de donarse compliment al Decret de la Presidència del Govern de la Generalitat en data 9 de juny del 1937 (DO del 13) que disposa la constitució de les Juntes de Defensa Pasiva Locals a tot Catalunya. Discutit àmpliament l'assumpte s'acorda unàniment la constitució de l'esmentada Junta i d'acord amb l'esmentat Decret, la Presidència Sol·licitarà la Representació de les entitats polítiques i sindicals obligatòries.» (Ajuntament de Santpedor, 1938).
No hi ha cap menció posterior que ens assenyali el final de l'ús militar de l'indret.

## Les infraestructures
A més de la pista, les instal·lacions inclourien: un refugi i una caserna. El primer, perdut avui dia, estaria situat als peus de la pista i consistiria en un túnel amb una sortida en cada direcció. Pel que fa a la caserna, la trobaríem allunyada del camp de vol, un fet habitual per protegir el material militar de possibles bombardejos enemics. D'altra banda, l'aeròdrom militar de Sallent es trobaria molt proper i, situant la caserna entre els dos camps, podrien avituallar els dos aeròdroms per igual. Aquest aspecte també cercaria un avantatge tàctic, atès que en cas d'emergència sempre podrien enlairar-se o aterrar des d'una o l'altra instal·lació.
Les ubicacions més probables de les casernes serien: al Mas d'Olzinelles (Sant Fruitós de Bages) i Santa Maria de Claret (Santpedor). Els historiadors consideren que la primera reuneix més condicions de ser el veritable enclavament de les FARE.